# Estación Chamaicó
Chamaicó es una estación ferroviaria ubicada en la localidad homónima, en el Departamento Rancul, Provincia de La Pampa, Argentina.

## Ubicación
Se encuentra en el km 636,5 km desde la Estación Once.

## Servicios
No presta servicios de pasajeros. Sus vías están concesionadas a la empresa de cargas Ferroexpreso Pampeano hasta esta estación. De manera ascendente, hacia el oeste, el ramal se encuentra clausurado y levantado desde 1977.